# Горженські (герб)
Горженські (Остроруг-Горженські, пол. Gorzeński Ostroróg-Gorzeński) – графський герб, різновид герба Наленч.

## Опис герба
На щиті розділено навхрест, в  І і IV червоних полях срібна незв'язана пов'язка в коло, кінцями донизу, в II і III золотих полях чорний орел.
Герб має два шоломи. Клейнод на першому: негритянка в червоній сукні, зі срібною пов'язкою на голові, між двома рогами оленя, за які вона тримається. Клейнод на другому: чорний орел.
Намети: на правому шоломі - червоний, підбитий сріблом, на лівому - чорний, підбитий золотом.

## Найбільш ранні згадки
За словами барона Адама Амількара Косинського, герб надано в 1410 році Станіславові Оттонові Остророгові з Горженя чімператором Сигізмундом Люксембургом з графським титулом. Титул було підтверджено у 1518 році імператором Максиміліаном I Габсбургом. Підтвердження титулу в Австрійській Імперії відбулося 1783 року, в Королівстві Польському 1843 року, в Королівстві Пруссія 1774 і 1871 року.

## Гербовий рід
Горженські (Остроруги (Остророги)-Горженські) (Gorzeński, Ostroróg-Gorzeński).